# Salsa veracruzana
La salsa veracruzana es una salsa originaria y muy popular de Veracruz, México. Es muy típico para hacer diversos platillos, principalmente el famoso pescado a la veracruzana y la lengua a la veracruzana. La salsa a la veracruzana es uno de los ejemplos más evidentes del mestizaje en la cultura mexicana. Veracruz desde su fundación fue el puerto de enlace entre América y Europa, esto se ve muy reflejado en su gastronomía. 
Se utilizan ingredientes autóctonos, como el chile y el jitomate combinados con ingredientes traídos por los españoles: aceitunas, alcaparras, cebolla... Es una salsa fuertemente condimentada, con especias como mejorana, orégano y tomillo. Los chiles, típicamente güeros o jalapeños, se usan en escabeche, puesto que le aporta un sabor distintivo a la salsa.